# Седаново
Седаново — посёлок в Усть-Илимском районе Иркутской области. Административный центр и единственный населённый пункт Седановского муниципального образования.

## География
Посёлок находится на берегу Усть-Илимского водохранилища, на расстоянии 140 км к юго-западу от города Усть-Илимск, административного центра района. Напротив посёлка находится крупнейший остров реки Ангара – Подъеланка. Ввиду огромной площади и плоского рельефа, на острове находится большое число пахотных земель.

## Население
| 2002 | 2010  | 2011  | 2012  |
| ---- | ----- | ----- | ----- |
| 1669 | ↘1525 | ↘1520 | ↘1493 |

### Половой состав
Согласно результатам переписи 2002 года, в посёлке проживало 1669 человек (840 мужчин и 829 женщин).

## Улицы
| - ул. Ангарская, - пер. Индивидуальный, - ул. Кирова, - ул. Мира, - ул. Молодёжная, | - ул. Октября, - ул. Пионерская, - ул. Погодаева, - ул. Романтиков, - ул. Свердлова, | - ул. Солнечная, - ул. Спортивная, - ул. Усть-Илимская, - ул. Шаманского. |

## Известные уроженцы
- Погодаев, Степан Борисович (1918—1965) — советский военнослужащий, старший сержант, Герой Советского Союза.
- Шаманский, Анатолий Фёдорович (1918—1966) — советский военнослужащий, капитан, Герой Советского Союза.